# Chodów-Falniów
Chodów-Falniów – specjalny obszar ochrony siedlisk, aktualnie obszar mający znaczenie dla Wspólnoty, położony na Wyżynie Miechowskiej, w powiecie miechowskim, między Chodowem a Falniowem. Zajmuje powierzchnię 7,27 ha.
Ochronie podlegają tu murawy kserotermicznae (Festuco-Brometea i ciepłolubne murawy z Asplenion septentrionalis Festucion pallentis) – siedlisko przyrodnicze z załącznika I dyrektywy siedliskowej.
Występują tu liczne gatunki roślin objętych ochroną gatunkową lub zagrożonych:
- miłek wiosenny (Adonis vernalis)

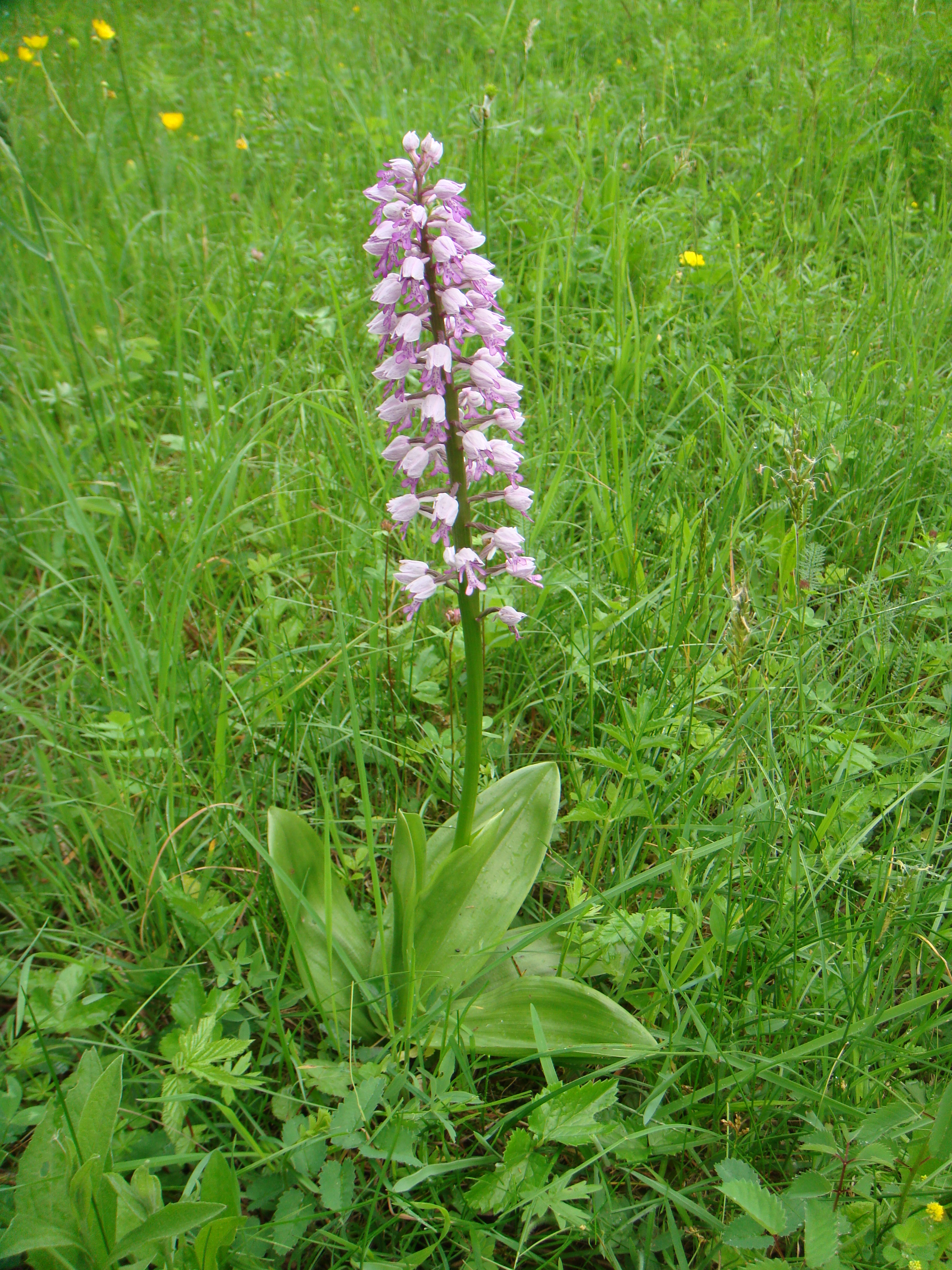
Storczyk kukawka

- zawilec wielkokwiatowy (Anemone sylvestris)
- aster gawędka (Aster amellus)
- dzwonek syberyjski (Campanula sibirica)
- dziewięćsił bezłodygowy (Carlina acaulis)
- centuria pospolita (Centaurium erythraea)
- ostrożeń pannoński (Cirsium pannonicum)
- kruszczyk rdzawoczerwony (Epipactis atrorubens)
- kruszyna pospolita (Frangula alnus)
- goryczka krzyżowa (Gentiana cruciata)
- gółka długoostrogowa (Gymnadenia conopsea)
- len złocisty (Linum flavum)
- wilżyna bezbronna (Ononis arvensis)
- storczyk kukawka (Orchis militaris)
- śniedek baldaszkowaty (Ornithogalum umbellatum)
- podkolan biały (Platanthera bifolia)
- pierwiosnek lekarski (Primula veris)
- kalina koralowa (Viburnum opulus)